# Нікельсдорф
Нікельсдорф (нім. Nickelsdorf) — громада округу Нойзідль-ам-Зее у землі Бургенланд, Австрія.
Нікельсдорф займає площу  60,7 км². Громада налічує 1637 мешканців. 
Густота населення 27/км².  
|                                      |
| Нікельсдорф на мапі округу та землі. |

 Адреса управління громади: 2425 Nickelsdorf. 

## Демографія
Історична динаміка населення міста за даними сайту Statistik Austria

## Галерея

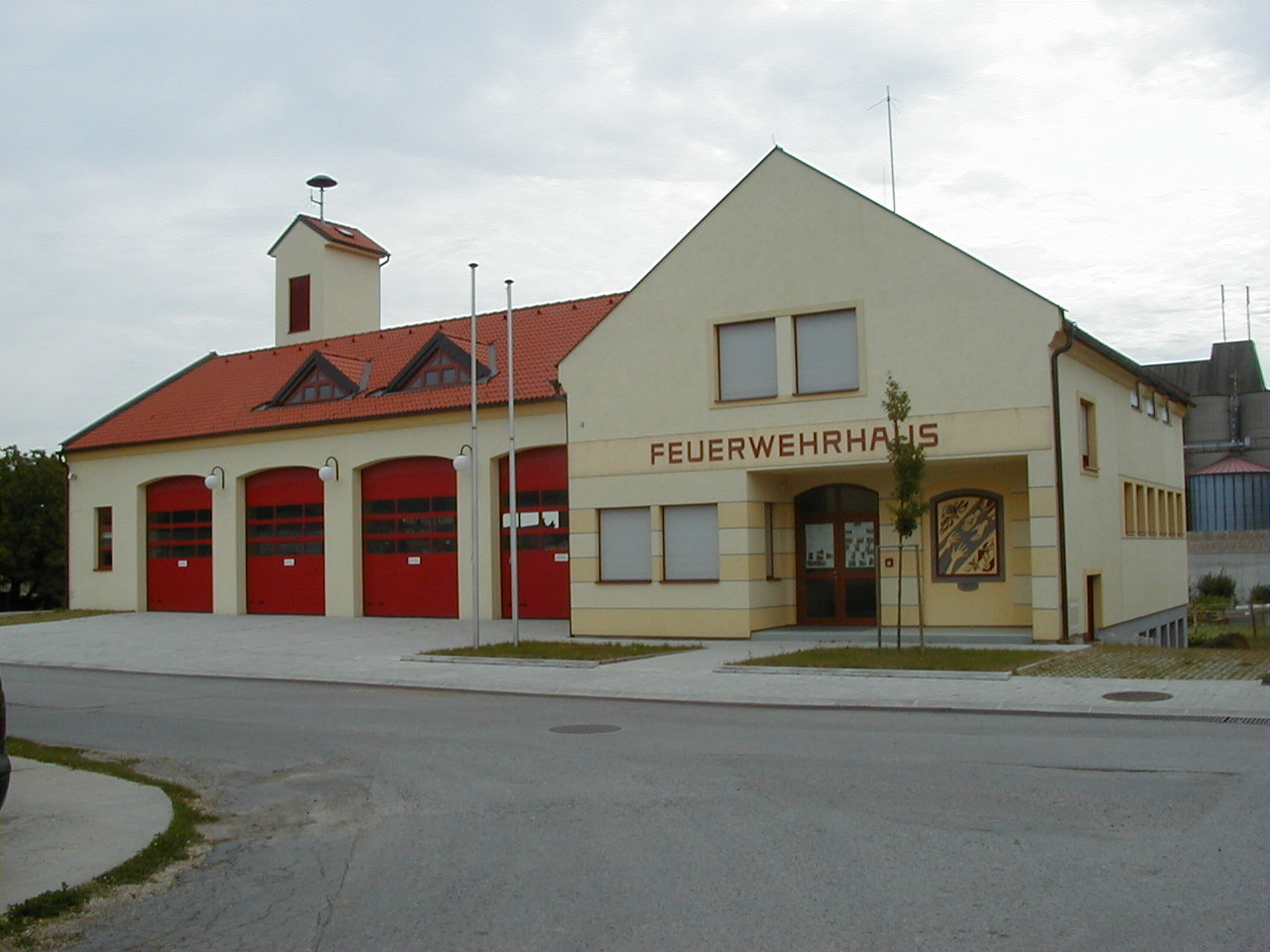
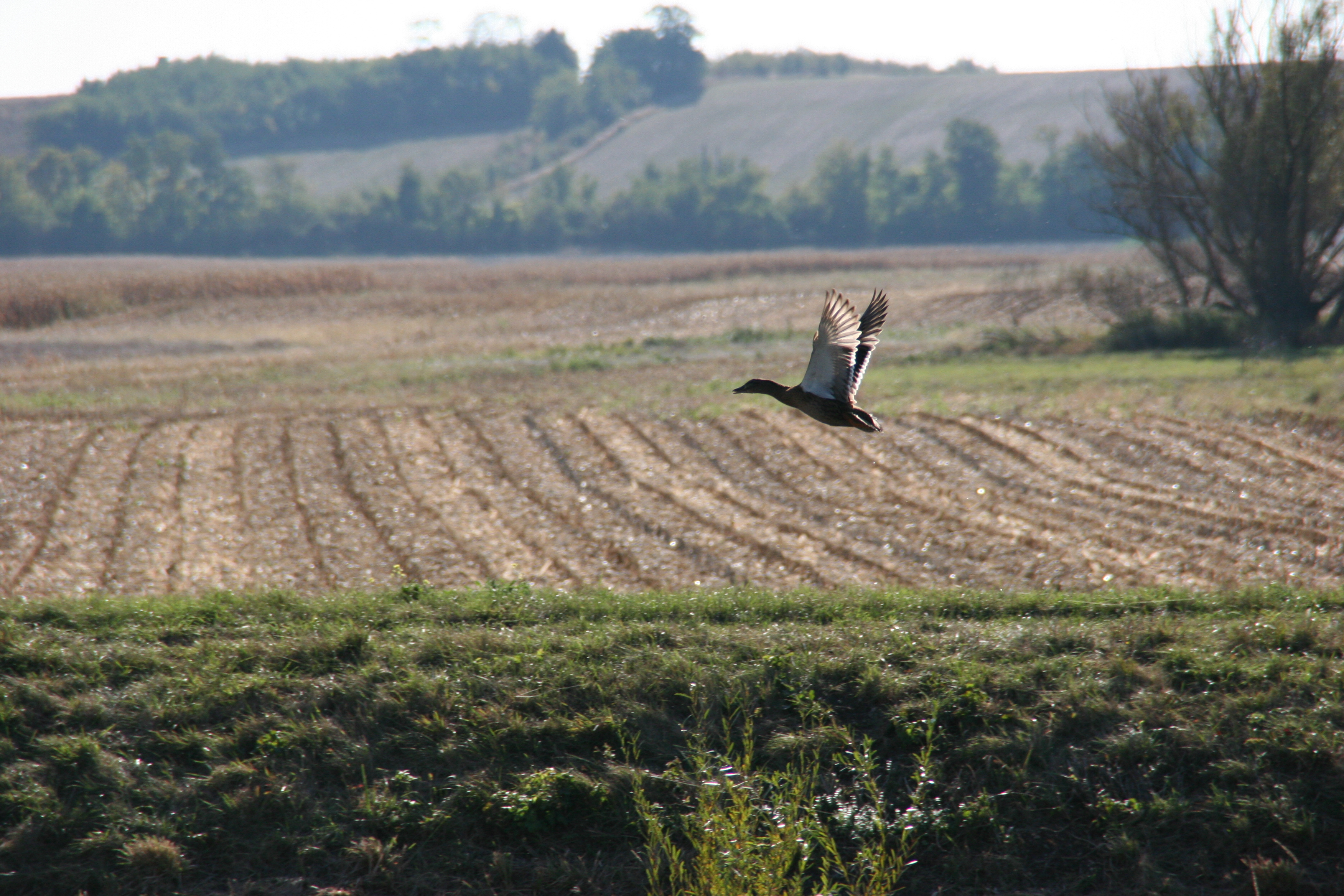
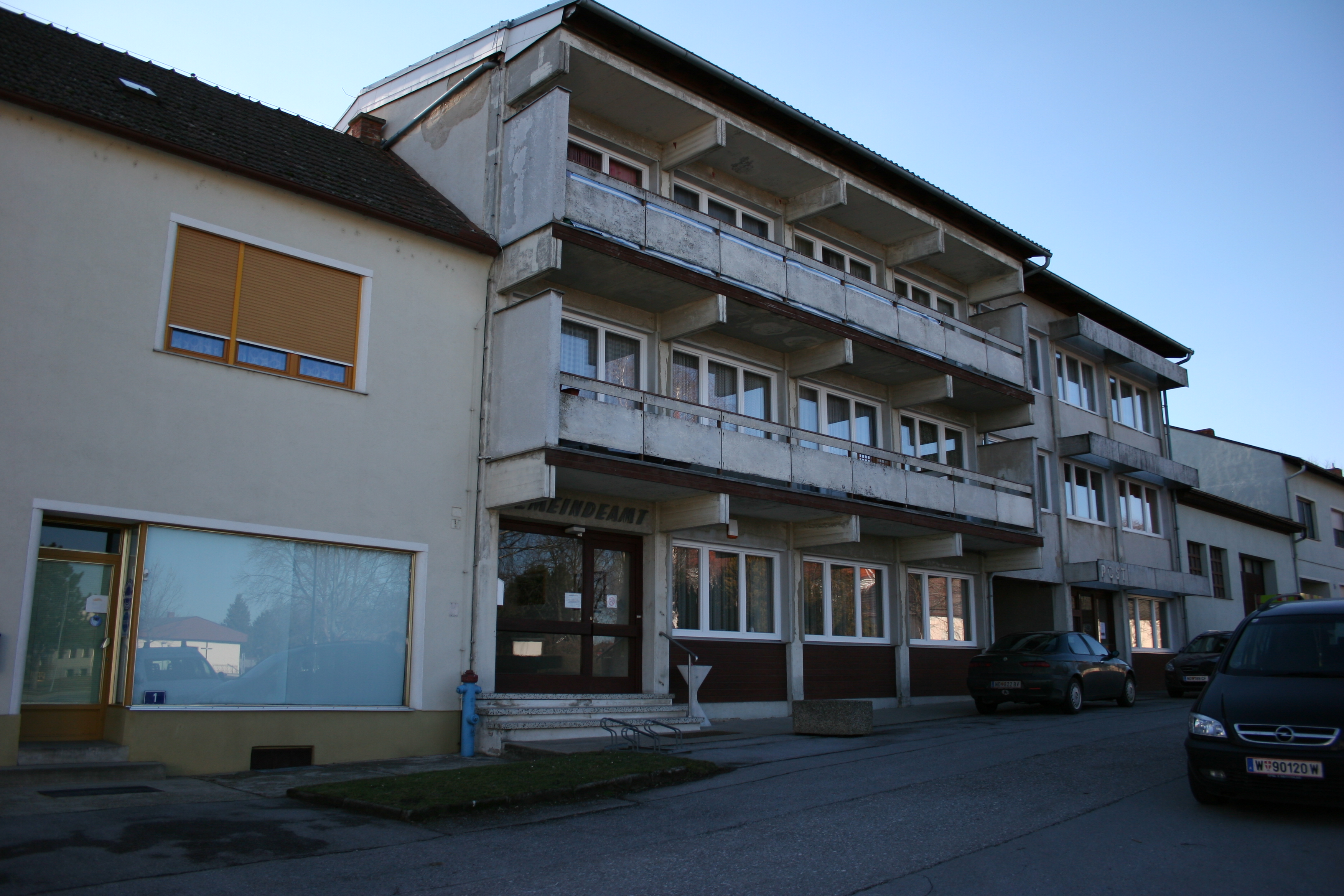
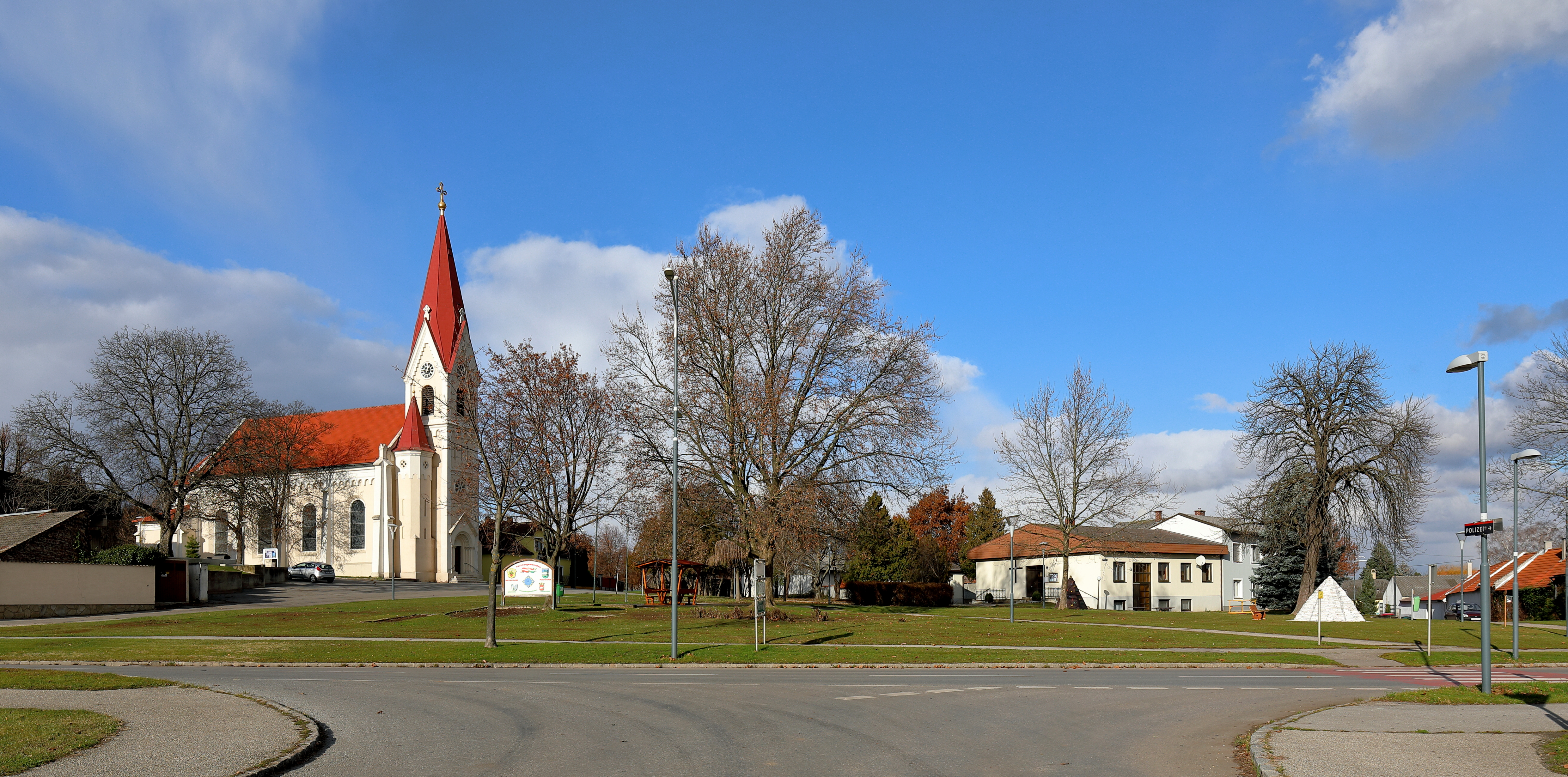

## Виноски
1. ↑  Dauersiedlungsraum der Gemeinden Politischen Bezirke und Bundesländer - Gebietsstand 1.1.2018 — Статистичне управління Австрії.
2. ↑  Einwohnerzahl 1.1.2018 nach Gemeinden mit Status, Gebietsstand 1.1.2018 — Статистичне управління Австрії.
3. ↑   www.nickelsdorf.at
4. ↑  Gemeindedaten von Nickelsdorf

| Австрія | Це незавершена стаття з географії Австрії. Ви можете допомогти проєкту, виправивши або дописавши її. |